# Triaenodes dentatus
Triaenodes dentatus är en nattsländeart som beskrevs av Banks 1914. Triaenodes dentatus ingår i släktet Triaenodes och familjen långhornssländor. Inga underarter finns listade i Catalogue of Life.